# 赫里博瓦
49°53′12″N 26°7′3″E / 49.88667°N 26.11750°E
赫里博瓦（羅馬化：Hrybova）是烏克蘭的村落，位於該國西部捷爾諾波爾州，由克列梅涅茨區負責管轄，始建於1713年，距離弗亞佐韋茨4.5公里，面積2.56平方公里，2001年人口845。